# Dorfmuseum Münkeboe

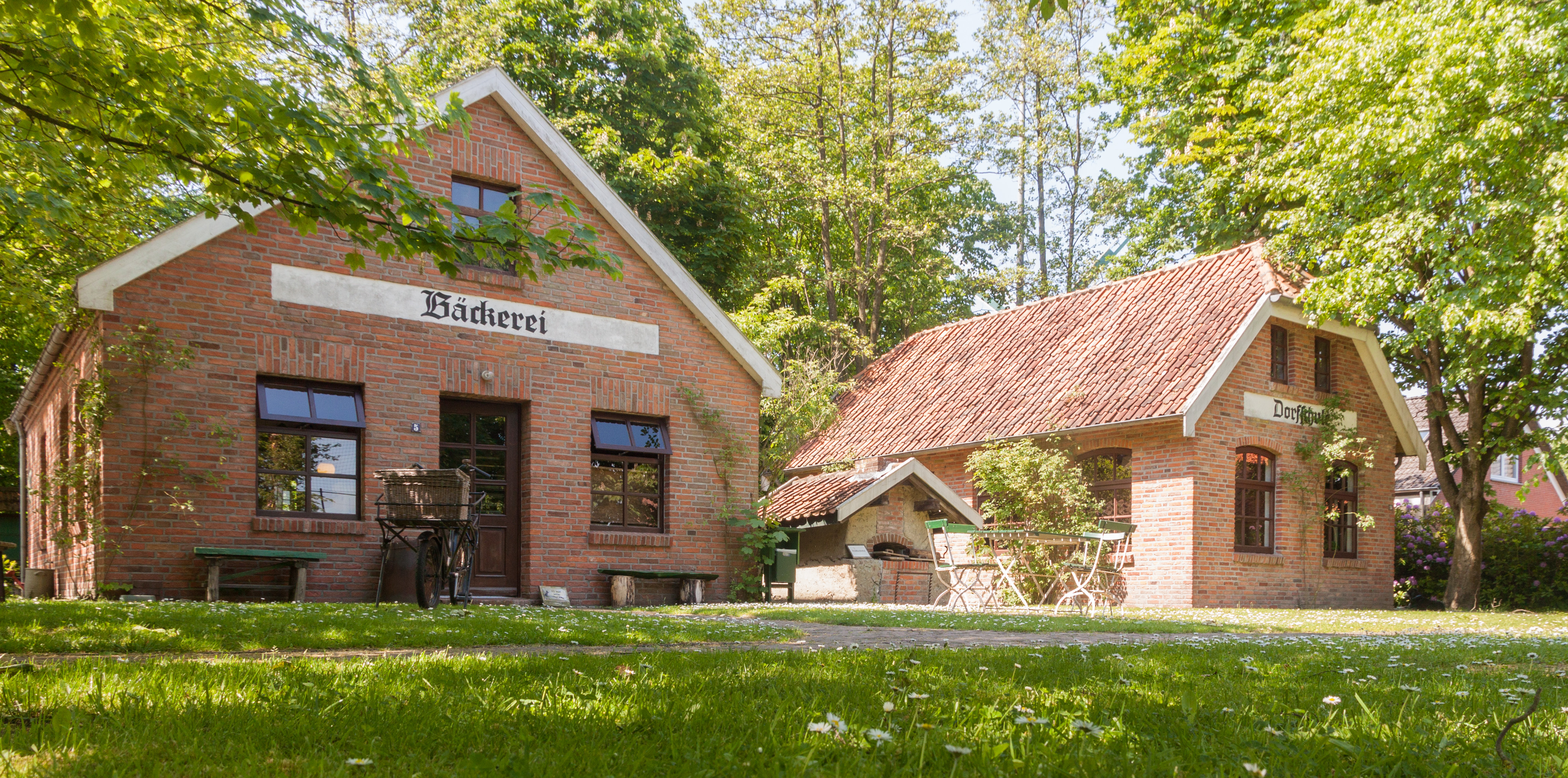
Blick über das Gelände des Dörpmuseum Münkeboe.

Das Dorfmuseum Münkeboe (Eigenbezeichnung: Dörpmuseum Münkeboe) liegt in Münkeboe, einem Ortsteil der Gemeinde Südbrookmerland im Landkreis Aurich in Ostfriesland. Im Museum wird dörfliches Leben im Ostfriesland früherer Jahre nachempfunden. Schwerpunkte der Ausstellung liegen in der Mühlentechnik, in Schule und Handwerk, der Landwirtschaft sowie der Kolonisation des Moores.

## Geschichte des Museums
Die Reste der heute zum Museum gehörigen Windmühle sollten 1980 abgerissen werden. Interessierte Bürger konnten den Eigner überzeugen, die Mühle einem Verein zwecks Wiederaufbau zu überlassen. Bei der Gründung eines entsprechenden Vereins wurde als weiteres Ziel festgelegt, dass Werkstätten, landwirtschaftliche Geräte und andere Einrichtungen aus der Umgebung vor dem Verfall behütet und zur Ausstellung kommen sollten. So wurde nach Fertigstellung der Mühlenrestauration 1987 schon 1988 mit dem Bau der weiteren Anlagen begonnen. 1992 wurden auch diese Maßnahmen abgeschlossen.

## Bauliche Anlagen
Sämtliche Anlagen sind „zum Anfassen“ gedacht. So soll ein anschauliches Erleben früherer Zeiten ermöglicht werden.

### Windmühle

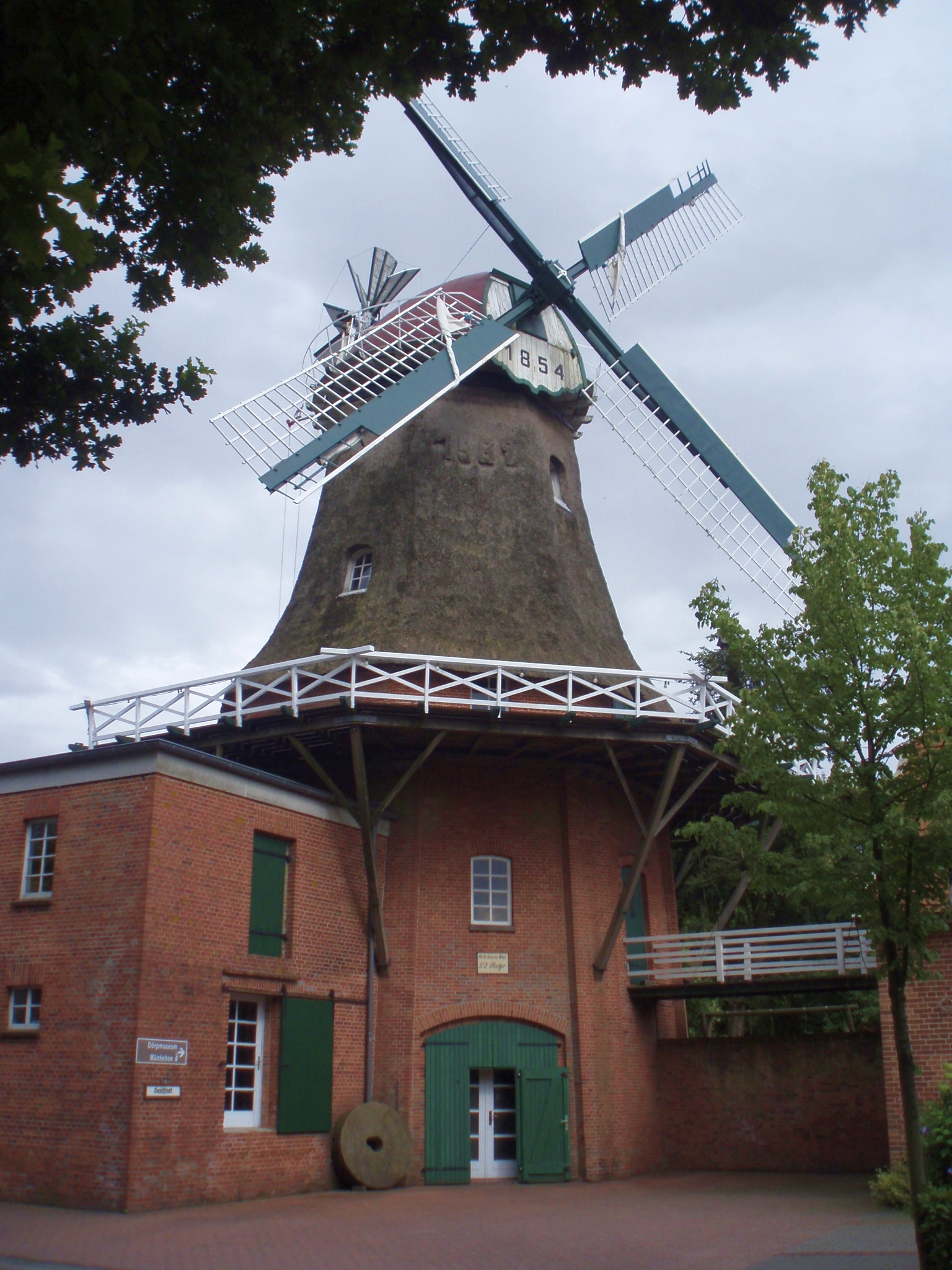
Windmühle Münkeboe – Typ Galerieholländer

Bei der Mühle Münkeboe handelt es sich um einen zweistöckigen Galerieholländer mit Windrose. Die Mühle wurde von 1852 bis 1854 erbaut. Der Mahlbetrieb dauerte etwa 100 Jahre an, als ein Sturm die Flügel zerstörte. In der Folge wurde auch die Kuppel demontiert. 1980 drohte der Abriss, konnte aber abgewendet werden. Die folgende Komplett-Wiederherstellung wurde 1987 abgeschlossen. In den Räumen der Mühle werden neben dem Mühlenbetrieb auch eine Schusterei, eine Töpferei und ein Mühlenbaubetrieb ausgestellt.

### Fluttermühle

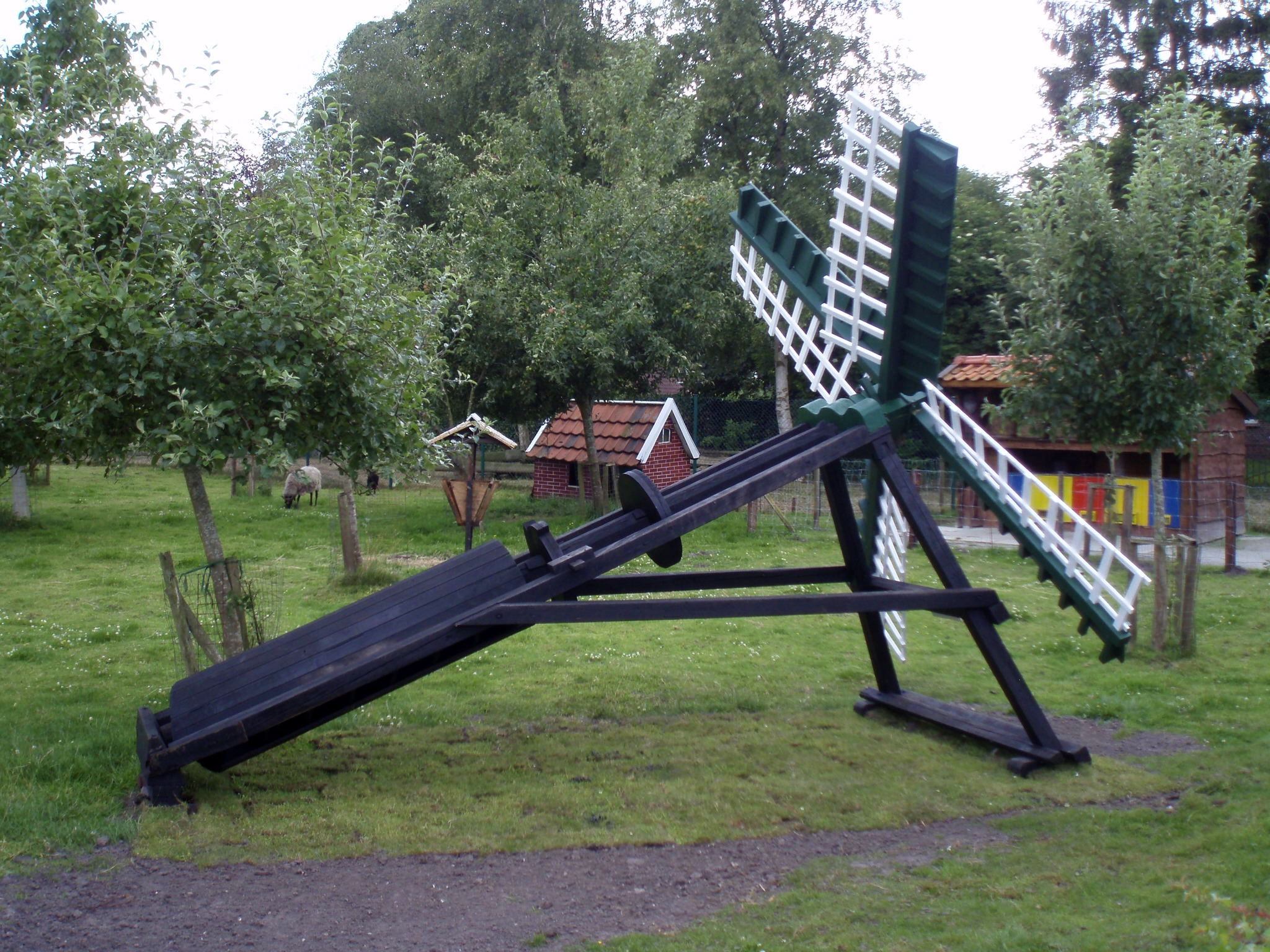
Nachbau einer Fluttermühle

Ein Nachbau einer Fluttermühle befindet sich auf dem Gelände. Bei diesem Mühlentyp handelt es sich um eine regional vorkommende Windpumpe, die dazu diente Wasser aus tiefer gelegenen Gebieten auf ein höheres Niveau zu fördern. Dabei ist das Prinzip sehr einfach: Eine Archimedische Schraube wird direkt ohne Umlenkung oder ein Getriebe von der Flügelwelle angetrieben. In der Folge steht das Flügelkreuz schräg in den Himmel. Heute werden diese Mühlen zur Bewässerung von Feuchtbiotopen verwendet.

### Bäckerei und Kolonialwarenladen
Der Kolonialwarenladen vermittelt einen Eindruck davon, wie auf wenig Platz alle erforderlichen Waren des Täglichen Bedarfs angeboten werden konnten. Die angeschlossene Bäckerei wird auch heute noch manchmal betrieben. Alle nötigen Einrichtungen dafür sind vorhanden. Neben diesem Gebäude befindet sich ein gemauerter Feldbackofen.

### Dorfschule
Dieser Nachbau einer Dorfschule mit nur einer Klasse wurde der ehemaligen Dorfschule von Moorhusen nachempfunden. Von dort und auch aus Münkeboe stammen das darin befindlichen Lehrerpult, die Zweierbänke, die Tafel, die Landkarten usw.

### Torfschiff
Mit dem Torfschiff wurde Torf aus der Gegend um Münkeboe über die Kanäle zum Norder Hafen getreidelt. Auf dem Rückweg wurden Baumaterialien und Dünger transportiert. „Angetrieben“  wurde das Schiff von zwei Männern, die dieses zogen. Bei dem hier ausgestellten Schiff handelt es sich um ein Original. Es wurde 1950, als es nicht mehr benötigt wurde, versenkt und zugeschüttet. Der Museumsverein hat es freigelegt und restauriert.

### Gattersägewerk

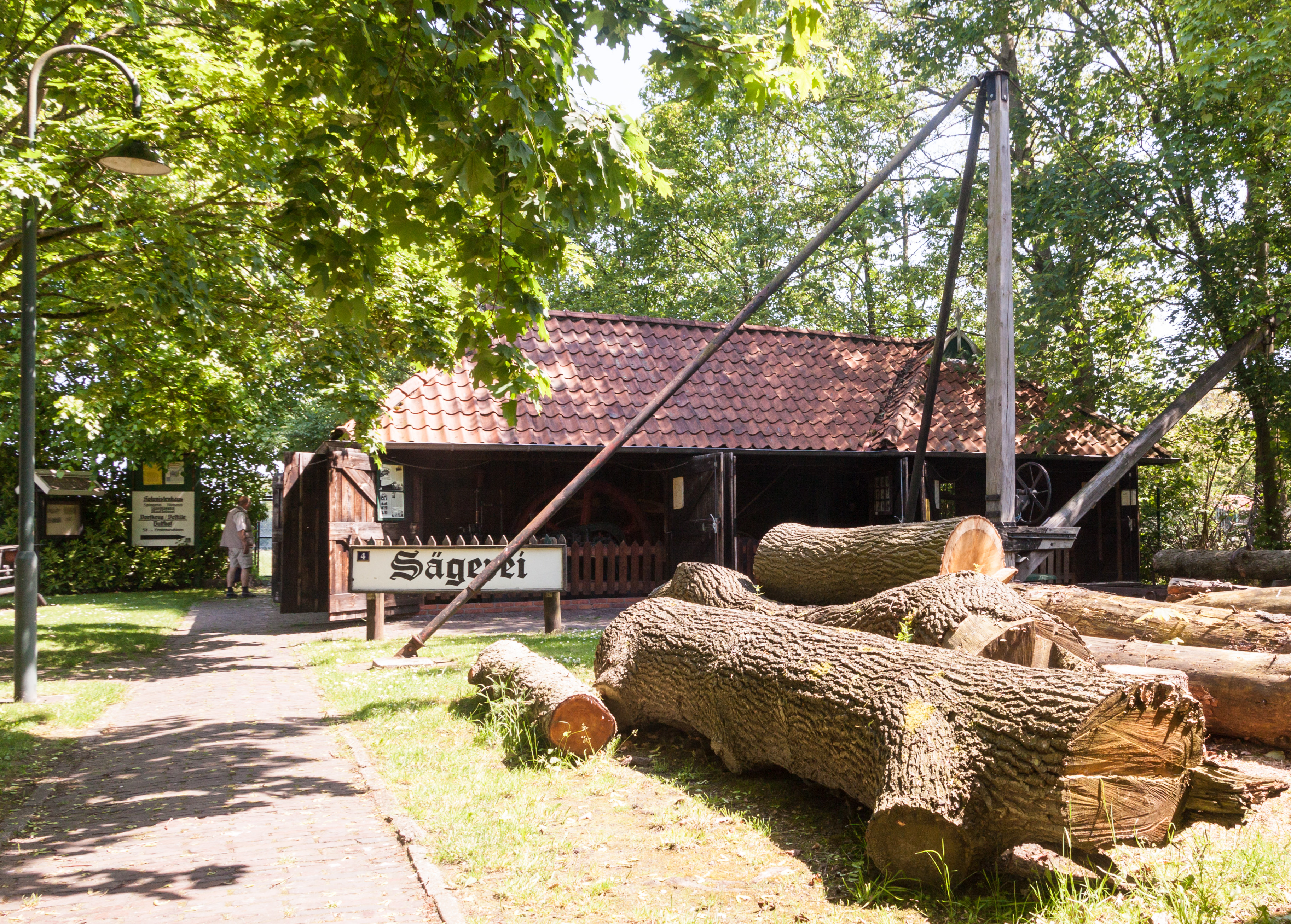
Die Sägerei des Dörpmuseum Münkeboe.

Im Sägewerk werden Baumstämme zu Brettern, Bohlen und Kanthölzern gesägt. Dazu wird der sich auf einer Lore befindliche Baumstamm durch ein sich horizontal bewegendes Sägeblatt, welches in der Höhe verstellbar ist, gezogen. Das Sägeblatt wird durch einen Dieselmotor mit 30 Litern Hubraum angetrieben.

### Stellmacherei
In der Stellmacherei lagern die Werkzeuge und Einrichtungen die für den Bau von Pferdewagen, hölzernen Pumpen, Kutschen, Holzrädern usw. erforderlich waren. Zu diesen Werkzeugen gehören Hobelbänke, Lehren für die Räder, Abrichte und die verschiedensten Hobel, Sägen und diverse andere.

### Dorfschmiede

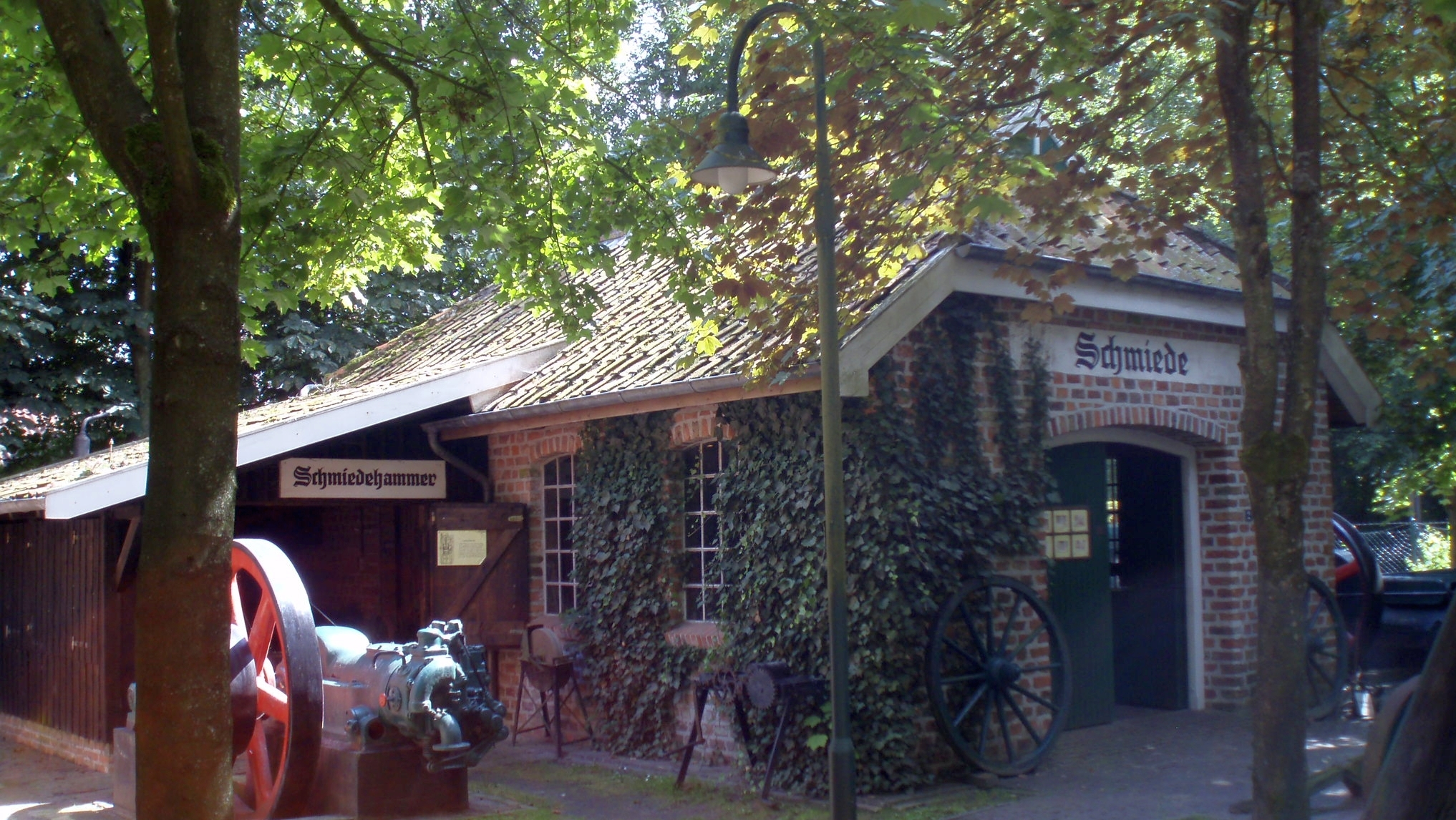
Schmiede im Dorfmuseum

In der Dorfschmiede befinden sich neben den „Handwerkzeugen“ wie Esse mit Blasebalg, Hammer, Amboss, Zangen und handbetriebener Bohrmaschine auch eine Dampfmaschine mit Generator und ein Dieselmotor als Ersatz für die nicht immer zur Verfügung stehende Windkraft. Im Anbau ist die dieselgetriebene Hammerschmiede platziert.

### Kolonistenhaus
Moorkolonisten waren Menschen, die im neunzehnten Jahrhundert die Moorränder besiedelten, es entwässerten, Torf stachen und durch abbrennen des Moors dieses für den Ackerbau kultivierten. Deren Behausungen werden hier anhand eines schon relativ komfortablen Massivbaus aus gebrannten Ziegeln veranschaulicht. Dieser gliedert sich zwei Teile. Im Wohnbereich befinden sich Küche, Butzen (Schlafgelegenheit) und Esstisch. Die Scheune beinhaltet eine Dreschdiele, Lagerplätze für Heu und Stroh, Stallungen für Vieh sowie ein Plumpsklo. Heute dient die Scheune als Ausstellungsfläche für Webutensilien, Glasblaswerkzeuge, Waschmaschinen und eine Goldschmiede.

### Gulfhofanlage mit Remise

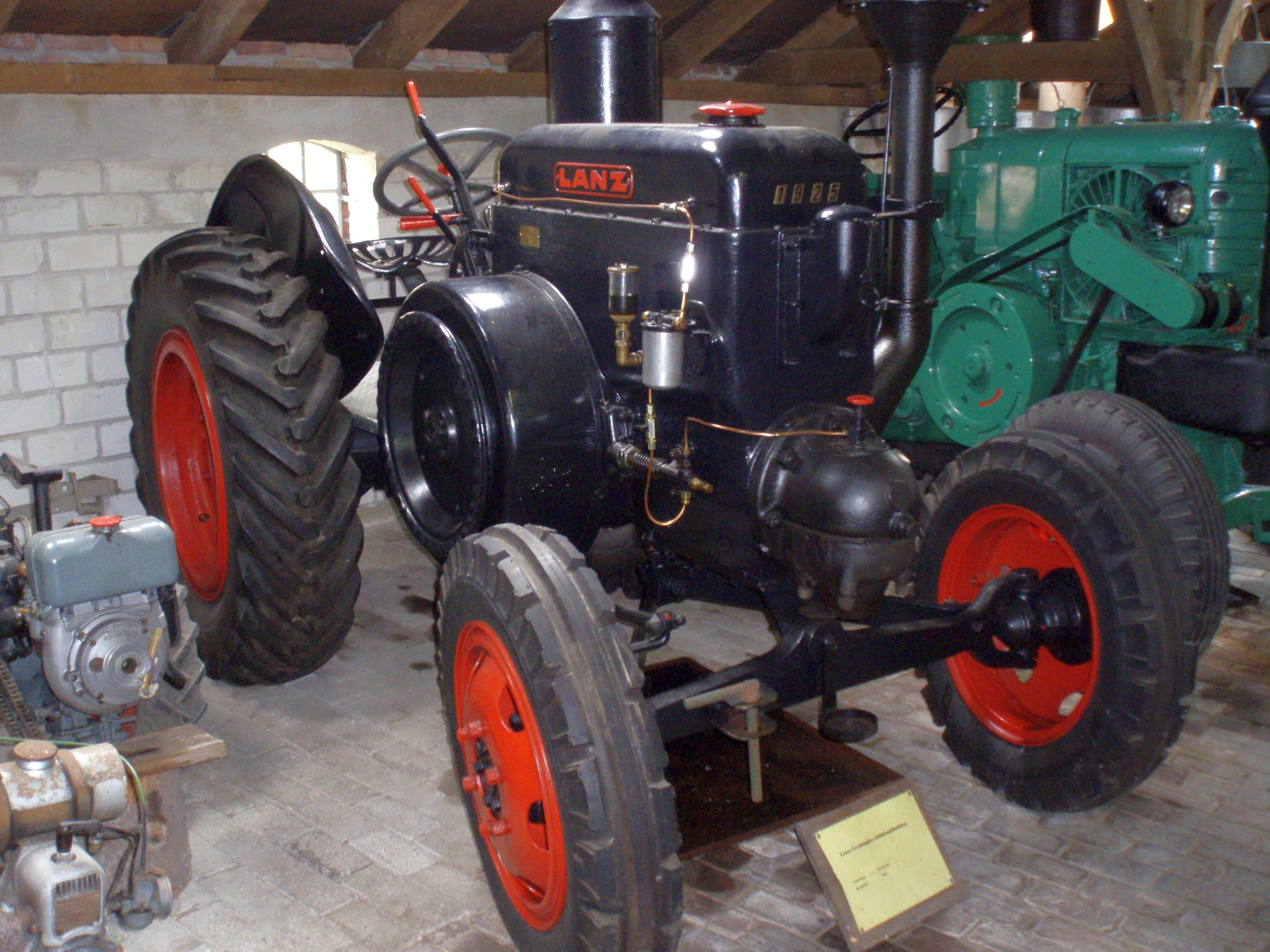
Traktor im Gulfhof

Diese Rekonstruktion einer Gulfhofanlage wurde im Wesentlichen aus historischem Material gebaut, wobei 'Gulf' ist ein Platz ist, welcher der Lagerung von Heu und Stroh dient. Das Museum nutzt die Anlage als Ausstellungsraum für landwirtschaftliche Geräte. Zu sehen sind Dreschmaschinen, Schrotmühlen, alte Traktoren, Mähmaschinen, Kartoffelrodemaschinen, Pflüge, Eggen, und sonstiges Handwerkszeug. Unter dem Dach der Remise werden weitere landwirtschaftliche Geräte ausgestellt. Dazu gehören Heuwender, Anhänger und weitere Dreschmaschinen.

### Dorfkrug mit Destille
Der Dorfkrug enthält neben den üblichen Einrichtungen wie Theke, Zapfanlage, Stühlen, Bänken und Tischen auch eine kupferne Destille sowie ein Gerät zum „schwarzbrennen“ von Alkohol, wie es nach dem Zweiten Weltkrieg häufig zum Einsatz gekommen sein soll.

### Spritzenhaus

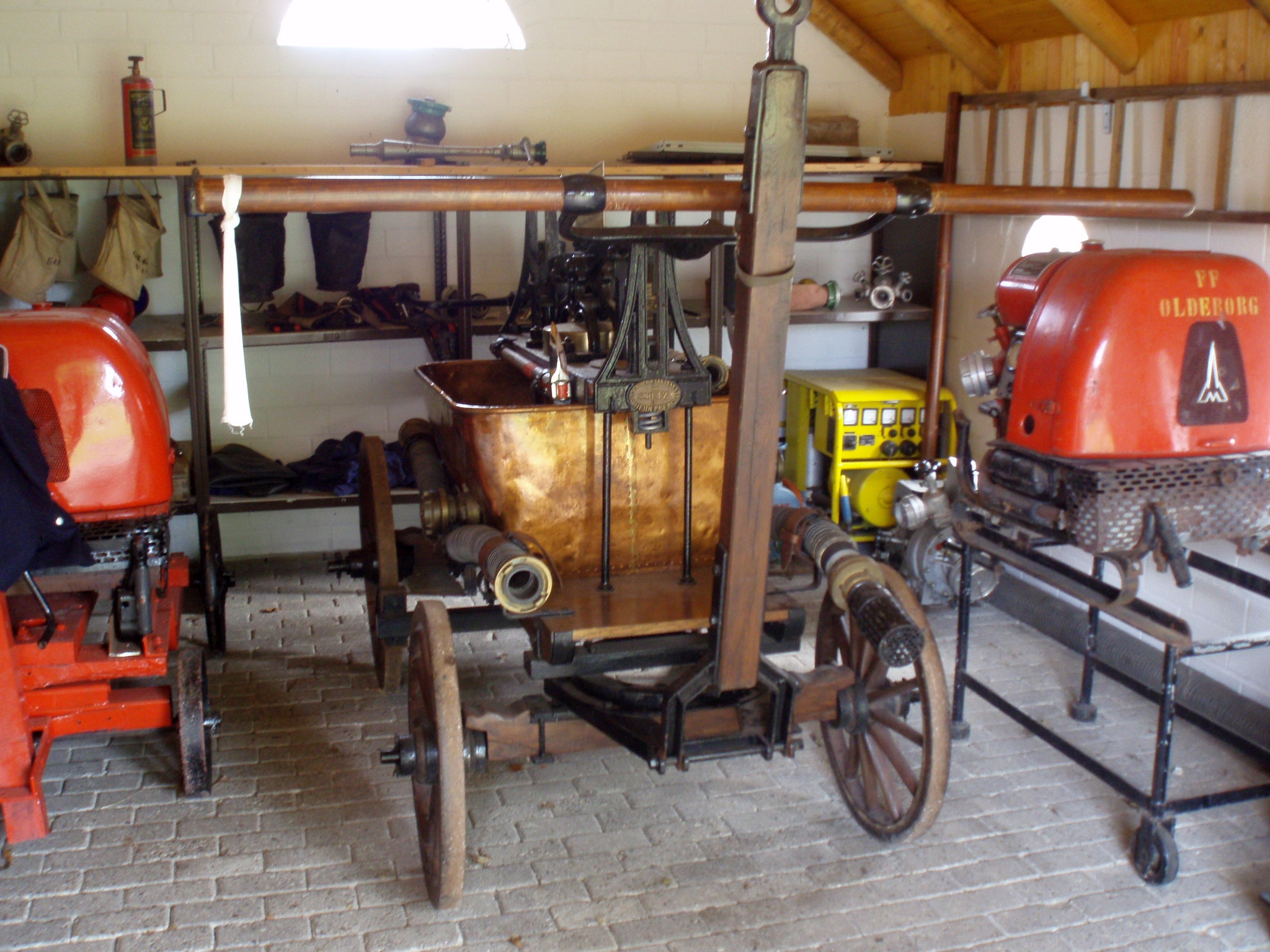
Ausrüstung im Spritzenhaus

Im Spritzenhaus lagern historische Feuerwehrgeräte. Neben handbetriebenen Pumpen sind auch alte motorgetriebene Pumpen zu besichtigen.